# Robert Schuster
Robert Schuster (n. 1852, Sebeș – d. 1909), cu numele complet Georg Michael Robert Schuster a fost un poet sas din Transilvania, care a scris în dialectul săsesc.

## Biografie[1]
A fost fiul medicului Georg Schuster și al soției sale Charlotte, născută Lang.
A lucrat ca profesor privat la contele Bethlen și apoi la un birou notarial din Sibiu și din Sebeș.
Cu ocazia jubileului de 50 de ani ai îmăratului Franz Josef al Austriei, a fost editat un volum cu scrieri ale tuturor scriitorilor și poeților germani. În volum a fost inclusă și poezia  „Der Kiëlch", a lui Robert Schuster.
Abia după moartea poetului, soția sa Mathilde, născută Geltch, a publicat la Sibiu, în 1913, volumul de poezii „Wat wor".
În 1976, fiica sa Hedwig a scos o nouă ediție la Sennsfeld. În plus, noua ediție cupridea și o lucrare cu titlul „Aus der Geschichte der Siebenbürger Sachsen" (Din istoria sașilor transilvăneni) și traducerea din dialectul săsesec în limba germană a tuturor poeziilor lui Schuster